# Sai
Sai je eno od orožij, ki se ga uporablja pri borilni veščini kobudo. Po navadi se jih uporablja v parih. Tretjega so pa nosili za pasom kimone (obi-jem), ki so ga po navadi uporabljali za metanje. Če je bil met uspešen, je bilo bojevanja v trenutku konec. Drugače pa je bilo dovolj, da je za trenutek zmedlo nasprotnika, in s tem se je približal nasprotniku in ga zabodel.
Originalno je sestavljen iz dveh delov. Prvi je bil raven za držati in se nadaljeval v špico, drugi pa je bil iz dveh ukrivljenih vilic (glej sliko). Daljši raven del mora pokriti celotno podlaket, za zaščito pri obrambi.
Japonska policija tudi uporablja eno vrsto, ki se imenuje Jutte ali Jitte.
Sai se veliko uporabljajo pri filmih (Matrix, Teenage Mutant Ninja Turtles, Elektra, Xena: Warrior Princess, Mortal Kombat, The Mummy Returns,...).